# Juan Carlos Pérez López (calciatore 1945)
Juan Carlos Pérez López, conosciuto semplicemente come Juan Carlos (Santander, 14 febbraio 1945 – Santander, 16 gennaio 2012), è stato un calciatore spagnolo, di ruolo centrocampista.
In 14 anni di carriera professionistica ha giocato prevalentemente per il Racing Santander ed il Barcellona, rivestendo il ruolo di  capitano in entrambe le squadre e disputando 238 incontri con 22 gol segnati in Primera División nell'arco di 10 stagioni.

## Carriera

### Club
Iniziò la sua carriera professionistica nel 1966 con il Racing Santander dopo essere stato promosso dalla sua squadra satellite, il Rayo Cantabria. Con il club cantabrico disputò 2 stagioni in Segunda División tra il 1966 e il 1968.
Nel 1968 venne ingaggiato dal Barcellona, con cui esordì in Primera División il 24 novembre 1968 nell'incontro casalingo vinto per 1-0 contro l'Espanyol. Nelle prime due stagioni con il club catalano, a causa di ripetuti infortuni, disputò soltanto 19 partite (segnando 4 gol).
In seguito divenne un titolare fisso del Barcellona, ricoprendo anche il ruolo di capitano. Nella stagione 1973-1974 vinse il campionato spagnolo, contribuendo alla conquista del titolo nazionale con 7 reti in 34 partite, di cui il quarto fu segnato nell'incontro fuori casa al Santiago Bernabéu vinto per 0-5 contro il Real Madrid.
Nell'estate 1975 ritornò al Racing Santander, disputando altre 3 stagioni in Primera División. Il 7 maggio 1978 giocò la sua ultima partita da professionista, segnando il gol decisivo che consentì al Racing Santander di restare in Primera División battendo per 1-0 lo Sporting Gijón.

### Nazionale
Con la Nazionale di calcio della Spagna ha collezionato 2 presenze in 3 mesi. Il suo debutto avvenne il 24 novembre 1973 nell'amichevole contro la Germania Ovest persa per 1-2 a Stoccarda, in cui giocò solo per 45 minuti.

## Palmarès

### Competizioni nazionali
- Campionato spagnolo: 1

Barcellona: 1973-1974
- Coppa di Spagna: 1

Barcellona: 1970-1971

### Competizioni internazionali
- Coppa delle Fiere: 1

Barcellona: Finalissima 1971